# Gare de Chambretaud
La gare de Chambretaud est une gare ferroviaire française de la ligne de Vouvant - Cezais à Saint-Christophe-du-Bois, située sur le territoire de la commune de Chambretaud, dans le département de Vendée en région Pays de la Loire.
La gare est traversée par des trains touristiques de l'association du Chemin de Fer de la Vendée.

## Situation ferroviaire
Établie à 177 mètres d'altitude, la gare de Chambretaud est située au point kilométrique (PK) 56,446 de la Ligne de Vouvant - Cezais à Saint-Christophe-du-Bois, entre les gares de Saint-Laurent-sur-Sèvre et des Epesses.

## Histoire

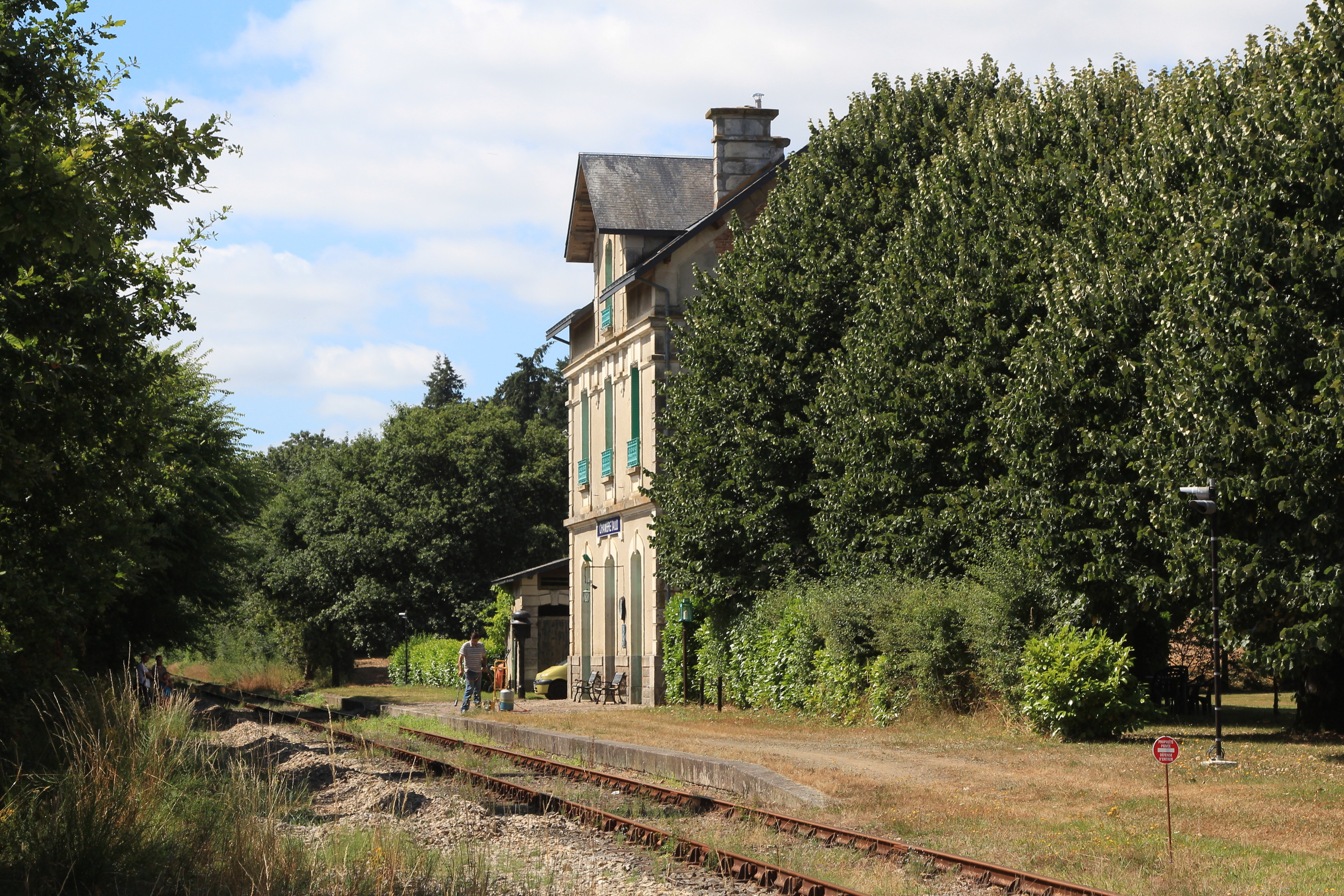
Vue de la voie de la gare.

La gare est mise en service 27 juillet 1914 par l'Administration des chemins de fer de l'État.
La gare est fermée au cours du XXe siècle.
Depuis le 1er juin 1985 la gare est traversée par des trains touristiques de l'association du Chemin de fer de la Vendée. Le bâtiment voyageurs accueille désormais des chambres d'hôtes.